# Mizuhanome
Mizuhanome (jap. ミヅハノメ) – bogini w mitologii japońskiej. 

Rodowód Mizuhanome

W Kojiki jej imię zapisane jest jako Mizuhanome no Kami (jap. 弥都波能売神), natomiast w Nihon shoki – jako Mitsuhanome no Kami (jap. 罔象女神). W poświęconych jej chramach czczona jest pod imieniem Mizuhanome no Mikoto (jap. 水波能売命). Podobnie jak Okami jest boginią wody (Suijin).
Według Kojiki, Mizuhanome powstała z moczu bogini Izanami, który ta wydaliła z powodu bolesnych poparzeń genitaliów podczas porodu Kagutsuchi. Wraz z nią z tego samego źródła powstał bóg Wakumusubi.　Nihon shoki podaje natomiast, że w chwilę po śmierci Izanami powstali Haniyasu i Mitsuhanome, a Wakamusubi był potomkiem Mitsuhanome i Kagutsuchi.
Bogini irygacji i studni. Zsyła i zatrzymuje opady deszczu. Czczona w chramie Niukawakami wraz z Okami.